# Любимець Микола Клавдійович
Микола Клавдійович Любимець (3 грудня 1891 — †?) — офіцер Армії УНР.
Народився у с. Білогородка Київської губернії.
У листопаді—грудні 1919 р. — командир 7-го Синього полку 3-ї Залізної дивізії Дієвої армії УНР. З січня 1920 р. — командир 1-ї Синьої сотні 3-го кінного полку Дієвої армії УНР, у складі якого брав участь у Першому Зимовому поході.
З 1 липня 1920 р. — командир 3-го кінного полку Армії УНР (до 29 вересня 1920 р.). З 13 липня 1920 р. — за сумісництвом командир 2-ї бригади Окремої кінної дивізії Армії УНР. У січні 1921 р. був приділений до культурно-освітнього відділу штабу Окремої кінної дивізії.
У серпні 1921 р. був визначений реєстраційною комісією для перевірки зарахування на військову службу як особа, що не мала офіцерського звання та не могла бути нагороджена орденом Святого Георгія IV ступеня, який М. Любимець носив.
Дезертував з Армії УНР. Подальша доля невідома.